# Moussa Sissoko
Moussa Sissoko (Le Blanc-Mesnil, 16 augustus 1989) is een Frans voetballer die doorgaans als middenvelder speelt. Hij verruilde Tottenham Hotspur FC in augustus 2021 voor Watford. Sissoko debuteerde in 2009 in het Frans voetbalelftal.

## Clubcarrière
Sissoko werd in 2003 opgenomen in de jeugdacademie van Toulouse FC. In 2007 stroomde hij door naar het eerste elftal. Sissoko speelde bijna tweehonderd competitiewedstrijden voor de club. Op 24 januari 2013 tekende hij een contract voor vijfenhalf jaar bij Newcastle United. Hij kreeg het rugnummer 7. Op 29 januari 2013 debuteerde hij voor The Magpies, uit bij Aston Villa. Bij zijn debuut op St. James' Park op 2 februari 2013 maakte hij twee doelpunten tegen Chelsea. Hij zette eigenhandig een 1–2 achterstand om in een 3–2 winst door eerst de gelijkmaker te scoren en daarna in blessuretijd de winnende treffer te maken. In het seizoen 2013/14 miste hij van de 38 competitieduels drie wedstrijden door een hamstringblessure. Ook in de volgende seizoenen bleef Sissoko een van de meest stabiele basisspelers van Newcastle met vrijwel geen gemiste wedstrijden. In mei 2016 degradeerde hij met zijn club uit de Premier League. Hij daalde zelf niet mee af, maar tekende in plaats daarvan bij Tottenham Hotspur. Hiermee bereikte hij in 2019 de finale van de UEFA Champions League 2018/19.

## Clubstatistieken
| Seizoen | Club              | Competitie     | Competitie | Competitie | Beker | Beker | Internationaal | Internationaal | Totaal | Totaal |
| Seizoen | Club              | Competitie     | Wed.       | Dlp.       | Wed.  | Dlp.  | Wed.           | Dlp.           | Wed.   | Dlp..  |
| ------- | ----------------- | -------------- | ---------- | ---------- | ----- | ----- | -------------- | -------------- | ------ | ------ |
| 2007/08 | Toulouse FC       | Ligue 1        | 30         | 1          | 1     | 0     | 4              | 0              | 35     | 1      |
| 2008/09 | Toulouse FC       | Ligue 1        | 35         | 4          | 5     | 1     | —              | —              | 40     | 5      |
| 2009/10 | Toulouse FC       | Ligue 1        | 37         | 7          | 3     | 0     | 7              | 1              | 47     | 8      |
| 2010/11 | Toulouse FC       | Ligue 1        | 36         | 5          | 2     | 1     | —              | —              | 38     | 6      |
| 2011/12 | Toulouse FC       | Ligue 1        | 35         | 2          | 2     | 0     | —              | —              | 37     | 2      |
| 2012/13 | Toulouse FC       | Ligue 1        | 19         | 1          | 3     | 0     | —              | —              | 22     | 1      |
| 2012/13 | Newcastle United  | Premier League | 12         | 3          | 0     | 0     | 6              | 0              | 18     | 3      |
| 2013/14 | Newcastle United  | Premier League | 35         | 3          | 3     | 0     | —              | —              | 38     | 3      |
| 2014/15 | Newcastle United  | Premier League | 34         | 4          | 4     | 1     | —              | —              | 38     | 5      |
| 2015/16 | Newcastle United  | Premier League | 37         | 1          | 2     | 0     | —              | —              | 39     | 1      |
| 2016/17 | Tottenham Hotspur | Premier League | 25         | 0          | 4     | 0     | 5              | 0              | 34     | 0      |
| 2017/18 | Tottenham Hotspur | Premier League | 33         | 1          | 8     | 1     | 6              | 0              | 37     | 2      |
| 2018/19 | Tottenham Hotspur | Premier League | 29         | 0          | 5     | 0     | 10             | 0              | 44     | 0      |
| 2019/20 | Tottenham Hotspur | Premier League | 29         | 2          | 0     | 0     | 6              | 0              | 35     | 2      |
| 2020/21 | Tottenham Hotspur | Premier League | 22         | 0          | 6     | 1     | 10             | 0              | 38     | 1      |
| Totaal  | Totaal            | Totaal         | 448        | 34         | 48    | 5     | 54             | 1              | 550    | 40     |

## Interlandcarrière
Sissoko ontving op 3 augustus 2009 voor het eerst een uitnodiging voor het Frans voetbalelftal. In een WK-kwalificatiewedstrijd tegen Faeröer speelde hij geen minuut. Sissoko maakte in oktober 2009 wel zijn debuut in de tweede confrontatie tegen de eilandengroep. Hij verving in de 61ste minuut Jérémy Toulalan. Met Frankrijk nam hij deel aan het wereldkampioenschap voetbal 2014, waarop hij viermaal in actie kwam en één doelpunt maakte. Bondscoach Didier Deschamps nam Sissoko op 12 mei 2016 op in de Franse selectie voor het EK 2016, in eigen land. Hierop bereikten zijn ploeggenoten en hij de finale, die ze met 0–1 verloren van Portugal.